# Meredith
Meredith ist ein englischer Vorname, der für beide Geschlechter gebräuchlich ist, wobei er mittlerweile zumeist als weiblicher Vorname verwendet wird. Auch als Nachname ist Meredith häufig zu finden. 

## Herkunft und Bedeutung
Der Name ist abgeleitet vom walisischen Maredudd oder Meredydd. Mögliche Bedeutungen des Namens sind Großer Herrscher oder Beherrscher des Meeres.

## Vorname
weiblich
- Meredith Averill (* 1982), US-amerikanische Drehbuchautorin und Fernsehproduzentin
- Meredith Baxter (* 1947), US-amerikanische Schauspielerin
- Meredith Brooks (* 1958), US-amerikanische Sängerin
- Meredith Burgmann (* 1947), australische Politikerin
- Meredith Deane (* 1989), US-amerikanische Schauspielerin
- Meredith Eaton (* 1974), US-amerikanische Schauspielerin
- Meredith Gardner (* 1961), kanadische Freestyle-Skierin
- Meredith Giangrande (* 1981), US-amerikanisches Model und eine Schauspielerin
- Meredith Haaf (* 1983), deutsche Journalistin und Autorin
- Meredith Hagner (* 1987), US-amerikanische Filmschauspielerin
- Meredith Kessler (* 1978), US-amerikanische Triathletin, mehrfache Ironman-Siegerin
- Meredith Michaels-Beerbaum (* 1969), US-amerikanisch-deutsche Springreiterin
- Meredith Monk (* 1942), US-amerikanische Komponistin
- Meredith Monroe (* 1969), US-amerikanische Schauspielerin
- Meredith Salenger (* 1970), US-amerikanische Schauspielerin
- Meredith Stepien (* 1987), US-amerikanische Schauspielerin und Comedian
- Meredith Stiehm (* 1969), US-amerikanische Produzentin und Drehbuchautorin
- Meredith Vieira (* 1953), US-amerikanische Journalistin und Showmasterin
- Meredith Whittaker, US-amerikanische Forscherin und Beraterin, Präsidentin der Signal Foundation

männlich
- Meredith Belbin (* 1926), britischer Wissenschaftler, siehe Teamrolle
- Meredith Colket (1878–1947), US-amerikanischer Leichtathlet und Medaillengewinner bei Olympischen Spielen
- Meredith Gardner (1912–2002), US-amerikanischer Linguist und Codeknacker
- Wendell Meredith Stanley (1904–1971), US-amerikanischer Chemiker und Nobelpreisträger
- Meredith Willson (1902–1984), US-amerikanischer Musical- und Schlagerkomponist

## Familienname
- Anne Meredith, Pseudonym von Lucy Beatrice Malleson (1899–1973), britische Schriftstellerin
- Billy Meredith (1874–1958), walisischer Fußballspieler
- Bryan Meredith (* 1989), US-amerikanischer Fußballspieler
- Bryn Meredith (* 1930), walisischer Rugby-Union-Spieler
- Burgess Meredith (1907–1997), US-amerikanischer Schauspieler
- Cameron Meredith (* 1992), US-amerikanischer American-Football-Spieler
- Cla Meredith (* 1983), US-amerikanischer Baseballspieler
- Courtenay Meredith (* 1926), walisischer Rugby-Union-Spieler
- David Lloyd Meredith (1933–2008), britischer Schauspieler
- Dick Meredith (1932–2025), US-amerikanischer Eishockeyspieler
- Don Meredith (1938–2010), US-amerikanischer American-Football-Spieler und Moderator
- Edwin Meredith (1876–1928), US-amerikanischer Politiker
- Elisha E. Meredith (1848–1900), US-amerikanischer Politiker
- George Meredith (1828–1909), britischer Schriftsteller
- Ifan Meredith, britischer Schauspieler
- James Meredith (Fußballspieler) (James Gregory Meredith; * 1988), australischer Fußballspieler
- James Creed Meredith (Jurist, 1842) (1842–1912), irischer Jurist, Geistlicher und Freimaurer
- James Creed Meredith (Jurist, 1875) (1875–1942), irischer Rechtsanwalt und Richter
- James Edwin Meredith, eigentlicher Name von Ted Meredith (1891–1957), US-amerikanischer Leichtathlet
- James Hargrove Meredith (1914–1988), amerikanischer Richter
- James Howard Meredith (* 1933), US-amerikanischer Bürgerrechtler
- Jamon Meredith (James Jamon Meredith; * 1986), US-amerikanischer American-Football-Spieler
- John Meredith (1933–2000), kanadischer Maler
- Jon Meredith (* 1978), samoanischer Rugby-Union-Spieler
- Judi Meredith (1936–2014), US-amerikanische Schauspielerin
- Lala Meredith-Vula (* 1966), mongolische Malerin
- Leon Meredith (1882–1930), britischer Radrennfahrer
- Louisa Anne Meredith (eigentlich Louise Anne Twanley; 1812–1895), australische Illustratorin und Schriftstellerin
- Matthew Meredith (* 2000), deutsch-US-amerikanischer Basketballspieler
- Richard C. Meredith (1937–1979), US-amerikanischer Grafikdesign und SF-Schriftsteller
- Rowena Meredith (* 1995), australische Ruderin
- Samuel Meredith (1741–1817), US-amerikanischer Politiker
- Tauiliʻili Uili Meredith († 2007), samoanischer Beamter und Diplomat
- Ted Meredith (1891–1957), US-amerikanischer Leichtathlet
- Trevor Meredith (* 1936), englischer Fußballspieler
- Vincent Meredith (1850–1929), kanadischer Bankier
- Wayne Meredith (* 1939), US-amerikanischer Eishockeyspieler
- William Meredith, 3. Baronet (um 1725–1790), britischer Adliger und Politiker
- William Meredith (Schachkomponist) (1835–1903), US-amerikanischer Schachkomponist
- William „Billy“ Meredith (1874–1958), walisischer Fußballspieler
- William Meredith (1919–2007), US-amerikanischer Dichter
- William Collis Meredith (1812–1894), kanadischer Jurist
- William M. Meredith (1799–1873), US-amerikanischer Politiker
- William M. Meredith (Politiker, 1835) (1835–1917), US-amerikanischer Politiker
- William Ralph Meredith (1840–1923), kanadischer Politiker